# شن‌های روان (فیلم ۲۰۰۳)
شن‌های روان (به انگلیسی: Quicksand) فیلمی محصول سال ۲۰۰۳ و به کارگردانی جان مکنزی است. در این فیلم بازیگرانی همچون مایکل کیتون، مایکل کین، ژودیت گدرش، راده شربه‌جیا، متیو مارش، زاندر برکلی، کاتلین ویلهویت، الینا لوونسن، هرماینی نوریس، ویلیام بک، ژان-ایو برتلو، ژان-پیر کاستالدی و کالین استینتن ایفای نقش کرده‌اند.

## چکیده داستان
مارتین رایکز، بانکدار آمریکایی، برای نظارت بر یک شرکت تولید فیلم مشکوک به فعالیت های غیرقانونی به موناکو سفر می کند. از آنجا که میلیون ها دلار در خطر است، برخی از سرمایه گذاران مشکوک تصمیم می گیرند او را به دام بیندازند تا برای همیشه از شر او خلاص شوند. او سپس به دروغ از سوی پلیس موناکو به قتل متهم می شود و خود را از نظر عدالت فرانسه فراری می بیند.
به کمک للا فورن، مدیر ارشد مالی شرکت تولید، او باید بفهمد که چه کسی پشت این توطئه است و جیک ملوس، ستاره فیلم، تنها کسی که می تواند بی گناهی او را ثابت کند، قبل از اینکه پیدا شود و کشته شود. 